# Opistophthalmus penrithorum
Espèce
Opistophthalmus penrithorum est une espèce de scorpions de la famille des Scorpionidae.

## Distribution
Cette espèce est endémique de la région d'Erongo en Namibie,.

## Étymologie
Cette espèce est nommée en l'honneur de Mary-Lou et Mike Penrith.

## Publication originale
- Lamoral, 1979  : The scorpions of Namibia (Arachnida: Scorpionida). Annals of the Natal Museum, vol. 23, no 2, p. 497–784.